# Johannes Fritsch

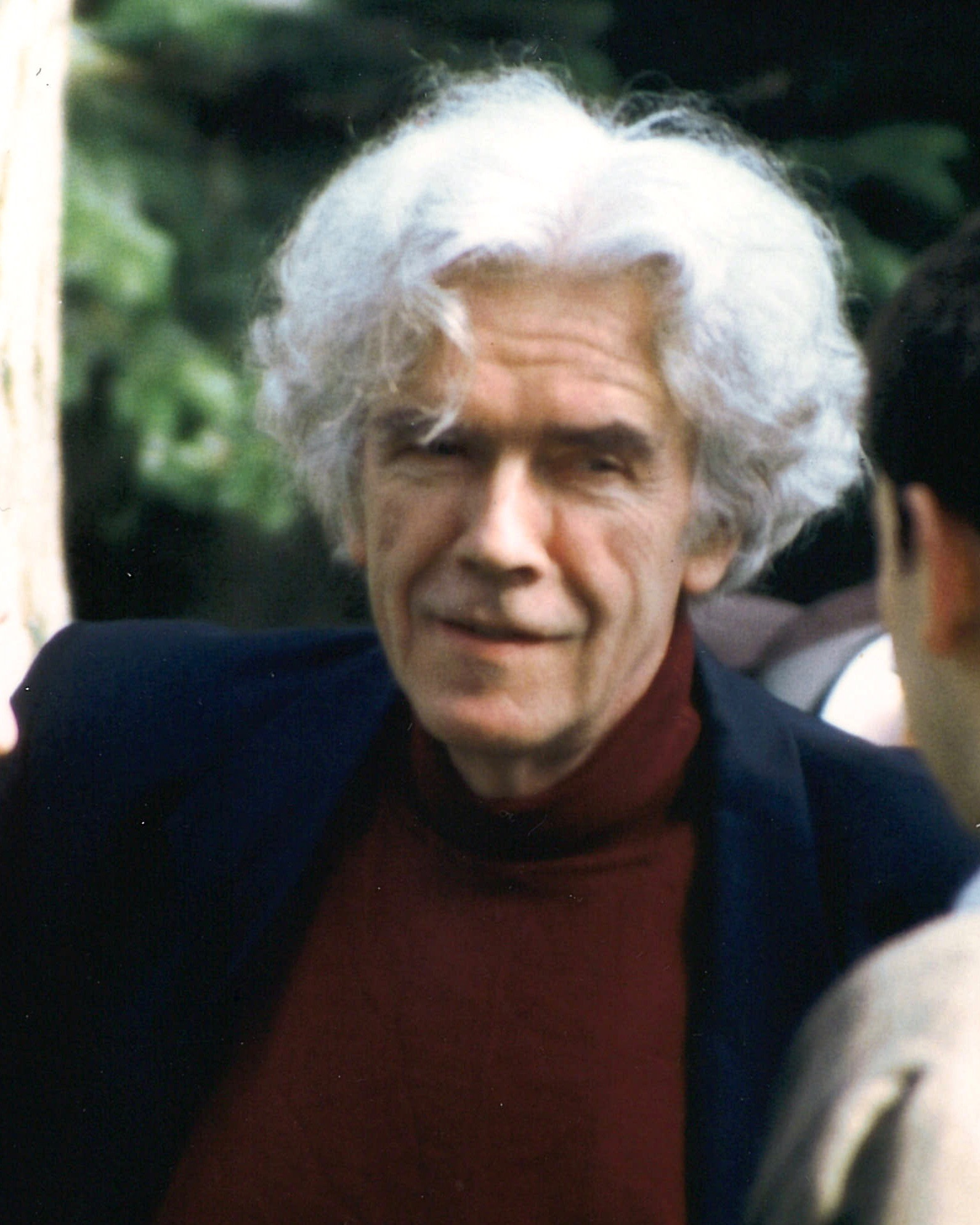
(2002)

Johannes Fritsch (* 27. Juli 1941 in Auerbach (Bensheim); † 29. April 2010 in Bonn) war ein deutscher Komponist und zugleich Verleger, Studiobetreiber, Zeitschriftenherausgeber und Autor. Seit 1984 war er Professor für Komposition an der Hochschule für Musik und Tanz Köln.

## Leben
Er studierte von 1961 bis 1965 an der Universität und der Hochschule für Musik und Tanz Köln in Köln die Fächer Musik, Soziologie und Philosophie unter anderem bei Bernd Alois Zimmermann. In den Folgejahren wandte er sich unterschiedlichsten musikalischen Aktivitäten zu, unter anderem arbeitete er als Bratschist mit dem Stockhausen-Ensemble und nahm für Deutschland an der Weltausstellung in Osaka teil. Am 8. Februar 1963 hat er teilgenommen an der Bonner Bühne für sinnliche Wahrnehmung – KONZIL mit „BEWEGUNGEN II 24' 1963“. 1966 erhielt Fritsch den Förderpreis des Landes Nordrhein-Westfalen für Musik und 1971 den Preis der Biennale Paris. Seit den 1970er Jahren folgten weitere Preise wie das Bernd-Alois-Zimmermann-Stipendium der Stadt Köln 1978 oder der Robert-Schumann-Preis der Stadt Düsseldorf.
Fritsch hat Musik für alle großen und bekannten Theater in Deutschland geschrieben. Außerdem war Fritsch 1970 einer der Gründer des Feedback Studio Köln (gemeinsam mit Rolf Gehlhaar und David Johnson) und war seit 1975 im Feedback Studio Verlag – Erster Deutscher Komponistenverlag als Hauptakteur tätig: Er war Produzent von Compact Discs, Herausgeber der Feedback Studio Papers, einer der elektronischen Musik gewidmeten Zeitschrift, Verleger von Partituren zeitgenössischer Musik und Konzertveranstalter. In den Jahren 1979, 1982, 1984 und 1986 war er mit Peter Ausländer und dem WDR Veranstalter der Weltmusik-Kongresse in Vlotho. Während der Studentenproteste 1968 hatte Fritsch mit seiner Collage-Komposition Modulation IV gegen den Vietnamkrieg Stellung bezogen.
Zu seinen Kompositionsschülern zählten ästhetisch so unterschiedliche Persönlichkeiten wie Georg Hajdu, Hans W. Koch, Siegfried Koepf, Harald Muenz, Oxana Omelchuk, Marcus Schmickler, Volker Staub und Caspar Johannes Walter.

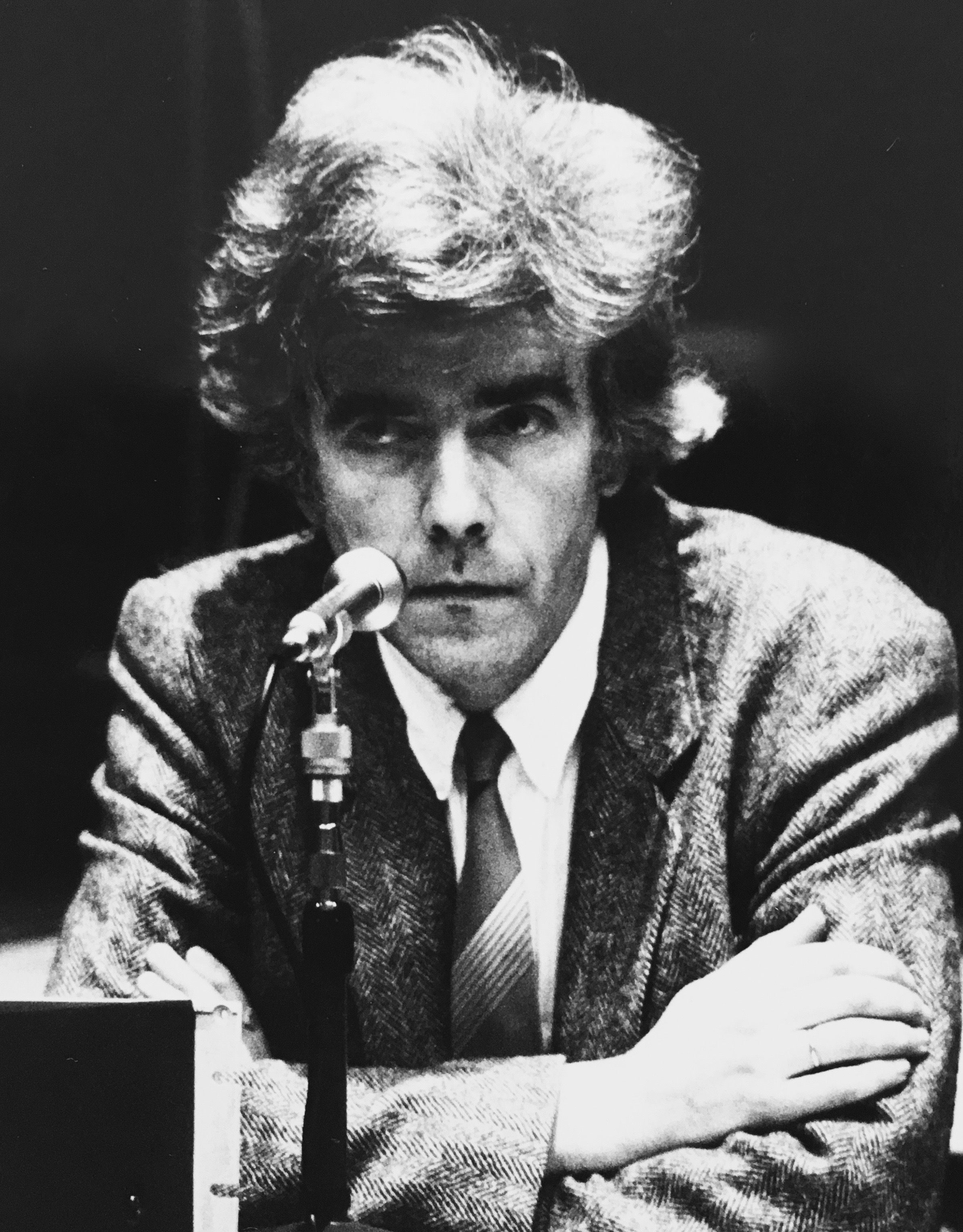
Johannes Fritsch in Japan 1987, photo by Hiroshige Kanoh, time up studio

Fritsch wirkte auch als Dozent bei den Darmstädter Frühjahrstagungen und war Gründungsvorstand der Kölner Gesellschaft für Neue Musik sowie langjähriges Beiratsmitglied der Kölner Kunst-Station Sankt Peter. Kurz vor seinem Tod erschienen seine Schriften, Vorträge, Interviews und Werkkommentare in dem Sammelband Über den Inhalt von Musik.

## Weblinks

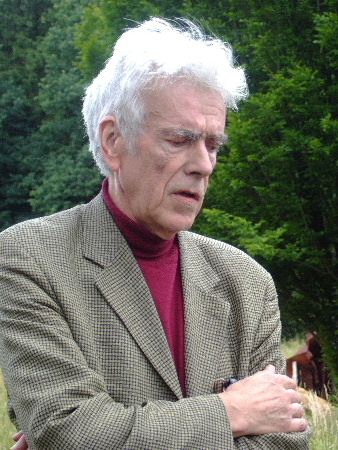
Johannes Fritsch (2008)